# Danko Marinelli
Danko Marinelli (Rijeka, 30. svibnja 1987.) hrvatski je alpski skijaš.

## Športska karijera
Skijanje je počeo trenirati s osam godina. Prvi treneri (učitelji) bili su mu Mladen Bezjak i Rajko Šamšal, a prvu pobjedu ostvario je u Gorenje CroSki kupu.
U travnju 2010. čelnici hrvatskog alpskog skijanja isključili su Danka Marinellija iz A reprezentacije zajedno s Nikom Fleiss, Ivanom Ratkićem, Mateom Ferk i Sofijom Novoselić. Nakon te odluke Danko Marinelli odlučio je pokušati nastaviti sijašku karijeru uz pomoć klubova i sponzora.

### Najzapaženiji rezultati u karijeri
(kraj sezone 2008/09):
- najbolji slalomski FIS bodovi karijere:

22. veljače 2009. - Skofja Loka (SLO) - FIS Race - 2. mjesto (17.87 FIS bodova)
- najbolji veleslalomski FIS bodovi karijere:

3. prosinca 2006. - Zermatt (SUI) - FIS Race - 1. mjesto (24.11 FIS bodova)